# Thomas Thynne, II marchese di Bath
Thomas Thynne, II marchese di Bath (25 gennaio 1765 – 27 marzo 1837), è stato un politico inglese.

## Biografia
Era il figlio di Thomas Thynne, I marchese di Bath, e di sua moglie Lady Elizabeth Bentinck. Studiò al Winchester College e fu ammesso al St John's College, a Cambridge nel 1785.

## Carriera politica
Tra il 1786 e il 1790, era un deputato Tory per Weobley e per Bath (1790-1796). Fu Lord Luogotenente di Somerset tra il 1819 e il 1837 ed è stato investito come Cavaliere della Giarrettiera il 16 luglio 1823.

## Matrimonio
Il 14 aprile 1794 sposò Isabella Elizabeth Byng, figlia di George Byng, IV visconte Torrington. Ebbero dieci figli:
- Lady Elizabeth Thynne (1795-1866), sposò John Campbell, I conte di Cawdor ed ebbero figli;
- Thomas Thynne, visconte Weymouth (1796 - 16 gennaio 1837), sposò Harriet Robbins;
- Henry Frederick Thynne, III marchese di Bath (1797 - 24 giugno 1837);
- Reverendo Lord John Thynne (1798-1881), sposò Anne Beresford ed ebbero figli. Ha ereditato il feudo di Haynes da suo zio l'ultimo Lord Carteret;
- Lord William Thynne (1802-1890), sposò Belinda Brumel;
- Lord Francis Thynne (1805-1821);
- Lord Edward Thynne (1807-1884), sposò in prime nozze, Elizabeth Mellish, sposò in seconde nozze Cecilia Anna Maria Gore, ed ebbero figli;
- Lady Louisa Thynne (1808-1859), sposò Henry Lascelles, III conte di Harewood, ed ebbero figli;
- Lady Charlotte Anne Thynne (1811-1895), sposò Walter Montagu Douglas Scott, V duca di Buccleuch, ed ebbero figli;
- Reverendo Lord Charles Thynne (1813-1894), sposò Harriet Bagot, ed ebbero figli.

## Morte
Morì il 27 marzo 1837 e fu sepolto a Longleat House.

## Ascendenza
|                                       |                                    |                                                    | Genitori                                             |  |  | Nonni |  |  | Bisnonni      |  |  | Trisnonni    |  |
|                                       |                                    |                                                    |                                                      |  |  |       |  |  | Thomas Thynne |  |  | Henry Thynne |  |
|                                       |                                    |                                                    |                                                      |  |  |       |  |  | Thomas Thynne |  |  | Henry Thynne |  |
|                                       |                                    | Dorothy Philips                                    |                                                      |  |  |       |  |  | Thomas Thynne |  |  |              |  |
| Thomas Thynne, II visconte Weymouth   |                                    |                                                    |                                                      |  |  |       |  |  | Thomas Thynne |  |  |              |  |
|                                       |                                    | Mary Villiers                                      | Edward Villiers, I conte di Jersey                   |  |  |       |  |  |               |  |  |              |  |
|                                       |                                    | Mary Villiers                                      | Edward Villiers, I conte di Jersey                   |  |  |       |  |  |               |  |  |              |  |
|                                       |                                    | Mary Villiers                                      | Barbara Chiffinch                                    |  |  |       |  |  |               |  |  |              |  |
| Thomas Thynne, I marchese di Bath     |                                    | Mary Villiers                                      |                                                      |  |  |       |  |  |               |  |  |              |  |
|                                       |                                    | John Carteret, II conte Granville                  | George Carteret, I barone Carteret                   |  |  |       |  |  |               |  |  |              |  |
|                                       |                                    | John Carteret, II conte Granville                  | George Carteret, I barone Carteret                   |  |  |       |  |  |               |  |  |              |  |
|                                       |                                    | John Carteret, II conte Granville                  | Grace Granville                                      |  |  |       |  |  |               |  |  |              |  |
| Louisa Carteret                       |                                    | John Carteret, II conte Granville                  |                                                      |  |  |       |  |  |               |  |  |              |  |
|                                       |                                    | Frances Worsley                                    | Robert Worsley, IV baronetto                         |  |  |       |  |  |               |  |  |              |  |
|                                       |                                    | Frances Worsley                                    | Robert Worsley, IV baronetto                         |  |  |       |  |  |               |  |  |              |  |
|                                       |                                    | Frances Worsley                                    | Frances Thynne                                       |  |  |       |  |  |               |  |  |              |  |
| Thomas Thynne, II marchese di Bath    |                                    | Frances Worsley                                    |                                                      |  |  |       |  |  |               |  |  |              |  |
|                                       | Henry Bentinck, I duca di Portland | William Bentinck, I conte di Portland              |                                                      |  |  |       |  |  |               |  |  |              |  |
|                                       | Henry Bentinck, I duca di Portland | William Bentinck, I conte di Portland              |                                                      |  |  |       |  |  |               |  |  |              |  |
|                                       | Henry Bentinck, I duca di Portland | Anne Villiers                                      |                                                      |  |  |       |  |  |               |  |  |              |  |
| William Bentinck, II duca di Portland | Henry Bentinck, I duca di Portland |                                                    |                                                      |  |  |       |  |  |               |  |  |              |  |
|                                       |                                    | Elizabeth Noel                                     | Wriothesley Noel, II conte di Gainsborough           |  |  |       |  |  |               |  |  |              |  |
|                                       |                                    | Elizabeth Noel                                     | Wriothesley Noel, II conte di Gainsborough           |  |  |       |  |  |               |  |  |              |  |
|                                       |                                    | Elizabeth Noel                                     | Catherine Greville                                   |  |  |       |  |  |               |  |  |              |  |
| Elizabeth Bentinck                    |                                    | Elizabeth Noel                                     |                                                      |  |  |       |  |  |               |  |  |              |  |
|                                       |                                    | Edward Harley, II conte di Oxford e conte Mortimer | Robert Harley, I conte di Oxford e conte di Mortimer |  |  |       |  |  |               |  |  |              |  |
|                                       |                                    | Edward Harley, II conte di Oxford e conte Mortimer | Robert Harley, I conte di Oxford e conte di Mortimer |  |  |       |  |  |               |  |  |              |  |
|                                       |                                    | Edward Harley, II conte di Oxford e conte Mortimer | Elizabeth Foley                                      |  |  |       |  |  |               |  |  |              |  |
| Margaret Harley                       |                                    | Edward Harley, II conte di Oxford e conte Mortimer |                                                      |  |  |       |  |  |               |  |  |              |  |
|                                       |                                    | Henrietta Cavendish-Holles                         | John Holles, I duca di Newcastle-upon-Tyne           |  |  |       |  |  |               |  |  |              |  |
|                                       |                                    | Henrietta Cavendish-Holles                         | John Holles, I duca di Newcastle-upon-Tyne           |  |  |       |  |  |               |  |  |              |  |
|                                       |                                    | Henrietta Cavendish-Holles                         | Margaret Cavendish                                   |  |  |       |  |  |               |  |  |              |  |
|                                       |                                    | Henrietta Cavendish-Holles                         |                                                      |  |  |       |  |  |               |  |  |              |  |